# Крячок тонкодзьобий
Крячок тонкодзьобий (Anous tenuirostris) — вид морських сивкоподібних птахів підродини крячкових (Sterninae) родини мартинових (Laridae).

## Поширення
Вид поширений на островах Індійського океану. Цей вид гніздиться на Сейшельських островах, Маскаренських островах, островах Агалега (Маврикій), Мальдівах, архіпелазі Чагос (Британська територія в Індійському океані), островах Гаутман-Абролхос і на рифі Ашмор (Австралія). Взимку він мігрує до африканського узбережжя між Сомалі та Південною Африкою.

## Опис
Довжина птаха становить 30–34 см, розмах крил 58–63 см і вага 97–120 г. Оперення коричнево-чорне. Лоб і тім'я світліші. Цей вид менший і трохи блідіший, ніж аналогічний крячок атоловий, і має блідий, а не темний недоуздок.

## Спосіб життя
Він розмножується з серпня по жовтень великими колоніями до десятків тисяч пар.

## Підвиди
Виділяють два підвиди:
- A. t. tenuirostris (Temminck, 1823) — острови західної та північної частини Індійського океану;
- A. t. melanops Gould, 1846 — Гаутман-Абролхос (Західна Австралія).